# Катан Чатір
Катан Чатір Драїн (араб. قحطان جثير, нар. 20 липня 1973) — іракський футболіст, що грав на позиції нападника, зокрема за національну збірну Іраку. По завершенні ігрової кар'єри — тренер. З 2022 року очолює тренерський штаб команди «Аль-Кува».

## Клубна кар'єра
У дорослому футболі дебютував 1995 року виступами за команду «Ат-Талаба», в якій провів чотири сезони. 
Згодом з 1998 по 2003 рік грав у складі катарського «Аль-Хора», «Аль-Карха», а також еміратських  «Аль-Іттіхада» (Кальба) та «Аль-Таїда».
Завершував ігрову кар'єру на батьківщині у команді «Ас-Сінаа», за яку виступав протягом 2003—2006 років.

## Виступи за збірну
1996 року дебютував в офіційних матчах у складі національної збірної Іраку.
У складі збірної був учасником кубка Азії 1996 року в ОАЕ та кубка Азії 2000 року в Лівані.
Загалом протягом шестирічної кар'єри в національній команді провів у її формі 21 матч, забивши 7 голів.

## Кар'єра тренера
Розпочав тренерську кар'єру невдовзі по завершенні кар'єри гравця, 2007 року, очоливши тренерський штаб клубу «Ас-Сінаа».
Згодом тренував команди клубів «Ат-Талаба», «Аль-Наджаф» та «Аш-Шорта», а також юнацьку і молодіжну збірні Іраку.
2022 року очолив тренерський штаб команди «Аль-Кува».
| Дата       | Місто         | Господарі | Результат | Гості     | Турнір            | Голи | Примітки |
| ---------- | ------------- | --------- | --------- | --------- | ----------------- | ---- | -------- |
| 24-11-1996 | Дженоа        | Ірак      | 4 – 0     | Індонезія | товариський матч  | 2    |          |
| 6-4-1997   | Кочі (Індія)  | Індія     | 0 – 1     | Ірак      | товариський матч  | 1    |          |
| 23-5-1997  | Лахор         | Пакистан  | 2 – 6     | Ірак      | Відбір до ЧС 1998 | 2    |          |
| 12-10-2000 | Сайда (місто) | Ірак      | 2 – 0     | Таїланд   | Кубок Азії 2000   | 1    |          |
| 12-10-2001 | Тегеран       | Іран      | 1 – 2     | Ірак      | Відбір до ЧС 2002 | 1    |          |
| Усього     |               | Матчів    | ?         |           | Голів             | 7    |          |